# Stenolophus plagifer
Stenolophus plagifer es una especie de escarabajo de tierra del género Stenolophus, tribu Harpalini, subfamilia Harpalinae. Fue descrita científicamente por Klug en 1853.
La especie se mantiene activa durante los meses de enero, febrero, marzo, abril, noviembre y diciembre.

## Distribución
Se distribuye por Tanzania, Sudáfrica, Zimbabue y Namibia.